# Мазуровская, Марья Викентьевна
Марья Викентьевна Мазуровская (1858 — 5 августа 1911, Варшава) — актриса

 Российской империи польского происхождения.
О её детстве и отрочестве информации практически не сохранилось, да и прочие биографические сведения о ней очень скудны и отрывочны; известно лишь, что родилась она в 1858 году.
Желание играть привело её сперва на варшавскую сцену Царства Польского, но потом, изучив русский язык, она перешла к исполнению пьес на русском языке, с большим успехом гастролируя в Санкт-Петербурге, Москве и других городах Российской империи.